# Philibert Jacques Melotte
Philibert Jacques Melotte (29 janvier 1880, Camden Town – 30 mars 1961) est un astronome britannique, né de parents belges ayant émigré lors de la guerre franco-prussienne de 1870.

## Biographie
En 1908, il découvre à l'observatoire royal de Greenwich le huitième satellite naturel de Jupiter, aujourd'hui connu sous le nom de Pasiphaé, mais qui à l'époque était simplement désigné « Jupiter VIII », son nom définitif ne lui ayant été attribué qu'en 1975.
L'astéroïde (676) Melitta, le seul qu'il ait découvert, ne porte pas vraiment son nom, mais plutôt celui de la forme attique du grec ancien Melissa, abeille. Il semble toutefois que la ressemblance entre ce nom et celui du découvreur ne soit pas fortuite.
En 1915, il publia un catalogue de 245 amas stellaires. Certains amas du ciel nocturne, qui ne figurent pas dans les catalogues plus connus tels que le catalogue Messier ou le NGC, sont parfois désignés par leur numéro dans celui de Melotte, comme l'amas ouvert situé dans la constellation de la Chevelure de Bérénice, souvent appelé Melotte 111.
Il est également codécouvreur de la galaxie de Wolf-Lundmark-Melotte, en général abréviée WLM.
Melotte reçut la médaille Jackson-Gwilt de la Royal Astronomical Society en 1909.
| (676) Melitta | 16 janvier 1909 |